# Grażyna Langowska
Grażyna Mirosława Langowska z domu Szymańska (ur. 14 października 1946 w Rzeszotarach-Chwałach, zm. 2 listopada 2009 w Olsztynie) – polska nauczycielka i polityk, posłanka na Sejm X i III kadencji (1989–1991, 1997–2001).

## Życiorys
Córka Józefa i Jadwigi. Ukończyła w 1969 studia na Wydziale Humanistycznym Uniwersytetu Mikołaja Kopernika w Toruniu, uzyskując tytuł zawodowy magistra filologii polskiej. Pracowała jako nauczycielka języka polskiego w olsztyńskich szkołach. W 1980 wstąpiła do Niezależnego Samorządnego Związku Zawodowego „Solidarność”, organizowała sekcję związku grupującą pracowników oświaty. Weszła w skład prezydium zarządu Regionu Warmińsko-Mazurskiego, pełniąc funkcję rzecznika. Uczestniczyła w I Krajowym Zjeździe Delegatów w Gdańsku. Po wprowadzeniu stanu wojennego została tymczasowo aresztowana, po pół roku skazano ją na karę pozbawienia wolności z warunkowym zawieszeniem jej wykonania. W związku z represjami przez rok pozostawała bez pracy.
W wyborach w 1989 uzyskała mandat posłanki na  Sejm X kadencji, została wybrana w okręgu olsztyńskim jako kandydatka bezpartyjna z poparciem Komitetu Obywatelskiego. Zasiadała w Obywatelskim Klubie Parlamentarnym, pracowała w Komisji Edukacji, Nauki i Postępu Technicznego oraz Komisji Nadzwyczajnej do rozpatrzenia projektu ustawy o ochronie prawnej dziecka poczętego.
W pierwszej połowie lat 90. zajmowała także stanowisko kuratora oświaty w województwie olsztyńskim.
Działała w Porozumieniu Centrum i następnie w Porozumieniu Polskich Chrześcijańskich Demokratów. W 1997 ponownie uzyskała mandat poselski z listy Akcji Wyborczej Solidarność. Należała do Komisji Edukacji, Nauki i Młodzieży oraz Komisji Kultury i Środków Przekazu. W kolejnych wyborach otwierała listę wyborczą Akcji Wyborczej Solidarność Prawicy w okręgu olsztyńskim. Po zakończeniu kadencji wycofała się z działalności politycznej.
Odznaczona pośmiertnie Krzyżem Oficerskim Orderu Odrodzenia Polski. Została pochowana na cmentarzu komunalnym w Olsztynie.

## Upamiętnienie
Z inicjatywy Stowarzyszenia „Wspólnota Polska” została ustanowiona Nagroda im. Grażyny Langowskiej, skierowana do nauczycieli i wychowawców oraz instytucji i środowisk edukacyjnych. Nagroda została wręczona po raz pierwszy w 2021 w Olsztynie. W tym samym roku w Warmińsko-Mazurskim Urzędzie Wojewódzkim w Olsztynie została odsłonięta tablica poświęcona pamięci Grażyny Langowskiej, a jedna z sal urzędu otrzymała jej imię.